# Tanjur
El Tengyur o Tanjur (Wylie: bstan 'gyur, 'Traducción de los Tratados') es la colección tibetana de comentarios a las enseñanzas budistas. La versión Pekín contiene 3.626 textos en 224 volúmenes, pero las cifras pueden cambiar en función de la edición.

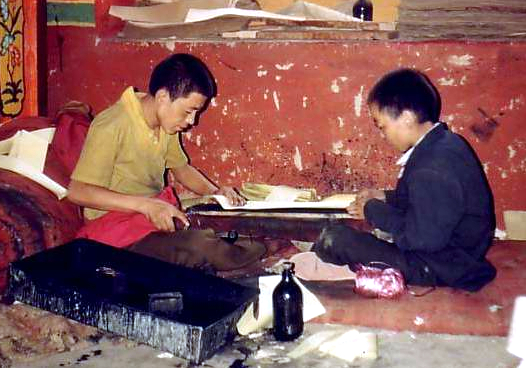
Monjes imprimiendo las escrituras. Monasterio de Sera, Tíbet. 1993

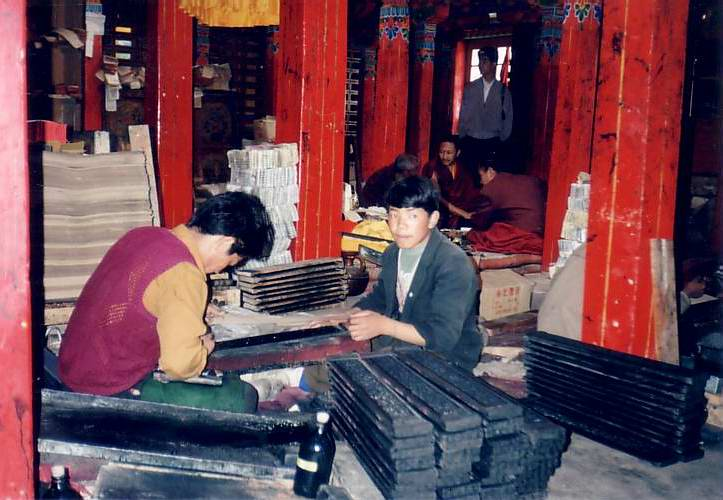
Impresión con boques de madera de las escrituras

## El Canon budista
El Tanjur contiene comentarios de los Sutras y Tantras, tratados y trabajos Abhidharma, tanto Mahayana como no Mahayana.
Junto con los 108 volúmenes del Kanjur forma el Canon budista tibetano.
Como ejemplo, el contenido de la versión de Pekín:
- Sutras ("Himnos de alabanza"): 1 volumen; 64 textos.
- Comentarios de los Tantras: 86 volúmenes; 3055 textos.
- Comentarios de los Sutras; 137 volúmenes; 567 textos.

1. Comentarios Prajnaparamita, 16 volúmenes.
2. Tratados Madhyamika, 29 volúmenes.
3. Tratados Yogacara, 29 volúmenes.
4. Abhidharma, 8 volúmenes.
5. Textos misceláneos, 4 volúmenes.
6. Comentarios al Vinaya, 16 volúmenes.
7. Cuentos y dramas, 4 volúmenes.
8. Tratados técnicos, 43 volúmenes.